# I Cavalieri dello zodiaco - Gigantomachia
I Cavalieri dello zodiaco - Gigantomachia (聖闘士星矢 GIGANTOMACHIA?, Saint Seiya Gigantomachia) è un romanzo basato sui personaggi del manga e anime I Cavalieri dello zodiaco scritto da Tatsuya Hamazaki con la supervisione di Masami Kurumada (il creatore dell'opera originale e creatore dei personaggi principali del romanzo(Seiya, Saori, ect); è stato pubblicato in due volumi di circa 200 pagine il 28 agosto e il 21 dicembre 2002 dalla Shūeisha nella collana Jump Books, mentre in Italia è stato pubblicato in due volumi di 160 pagine nel giugno e nel novembre 2008 da Kappa Edizioni nella collana Mangazine.
Nella storia, successiva alla saga del Santuario in un periodo non meglio specificato (a giudicare da alcuni indizi, probabilmente dopo lo scontro con Nettuno), i Saint di Atena devono fronteggiare i Giganti che vogliono resuscitare il loro dio Tifone per conquistare la Terra; i due volumi sono intitolati rispettivamente La storia di Mei (盟の章?, Mei no shou, lett. Capitolo di Mei) e I giganti di Tifone (血の章?, Chi no shou, lett. Capitolo di sangue).
L'opera non contiene immagini inedite ma figure provenienti dai vecchi numeri del manga classico di Masami Kurumada. In ogni volume è presente un doppio mini-poster dei Cavalieri rappresentati: nel primo volume i cinque Bronze Saint protagonisti e Shun, nel secondo volume Ikki e Shiryu. Le copertine di entrambi i volumi raffigurano Seiya.

## Trama
Al Santuario di Atena, finalmente in pace dopo molte battaglie, un giorno viene rapita Yuri, la Saint della costellazione Sestante da alcuni Giganti, esseri combattuti in era mitologica da Atena e i suoi Saint e sigillati insieme al loro dio Tifone in Sicilia sotto il vulcano Etna.
I cinque Bronze Saint (Seiya, Shiryu, Hyoga, Shun e Ikki) insieme a Saori accorrono sull'Etna per liberare Yuri, dove i Giganti si apprestano a resuscitare il loro dio Tifone (il più potente dei Giganti) e per riuscire nel loro intento hanno bisogno di un Cavaliere da sacrificare. Verranno aiutati dal saggio Nikol di Ara, Silver Saint dell'Altare e Capo Cerimoniere del Santuario, che durante gli scontri perirà.
Infuria quindi una battaglia tra i Cavalieri di Atena (ai quali si unisce Mei, Saint della Chioma di Berenice, che indossa una delle quattro armature di origine sconosciuta) e i Giganti di Tifone (che riesce a risorgere e ad amplificare i suoi poteri grazie all'eruzione dell'Etna), che si conclude con la vittoria dei Bronze Saint e Atena dopo un ultimo scontro mortale.

## Capitoli
Storia di Mei
1. Oreste
2. I cavalieri di Atena
3. Sicilia
4. Resurrezione
5. Intermezzo

I Giganti di Tifone
1. Echidna
2. Chioma
3. Blood
4. Chronos
5. Deus ex machina

## Personaggi introdotti

### Saint di Atena
Nell'opera oltre appaiono i personaggi principali della serie (Saori Kido, Seiya, Shiryu, Hyoga, Shun ed Ikki), Takumaru Tatsumi (maggiordomo e guardia del corpo di Saori) e il piccolo Kiki, ma vengono introdotti (oltre ai nuovi nemici) tre nuovi Saint che fanno in questo romanzo la loro unica apparizione:
Yuri di Sextans (六分儀星座のユーリ?, Sextans no Yuuri)
Bronze Saint donna (come Marin e Shaina) della costellazione del Sestante allieva di Nikol, con l'incarico di osservare gli astri e registrare gli eventi. Ha i capelli d'argento, porta il chitone bianco e una maschera per celare il suo volto in quanto cavaliere donna; quando viene rapita da Mei perde la maschera, per questo una volta tornata al Santuario è tentata di uccidere il Cavaliere in quanto ha visto il suo volto (per una donna cavaliere le scelte possibili sono di uccidere o di amare chi la vede in faccia), ma in realtà Mei non si ricorda niente dell'episodio in quanto era controllato da Tifone. Ha scelto lei un nome maschile per una questione psicologica per poter diventare Cavaliere. Dopo aver raccontato a Mei della storia della Gigantomachia viene uccisa nella biblioteca del Santuario da Pallade il folle.
Nikol di Ara (祭壇星座のニコル?, Ara no Nikoru)
Silver Saint della costellazione dell'Altare dalla grande saggezza e dall'ampia conoscenza in astronomia, maestro della bronze saint Yuri del Sestante e bibliotecario del Santuario. È il Capo Cerimoniere del Santuario (ossia colui che fa le veci del Grande Sacerdote in sua assenza), viene ucciso da Ladone sul monte Arima mentre cercava di soccorrere Mei, anch'egli ferito dal Gigante.
Mei (髪の毛星座の盟?, Coma Berenices no Mei),
Saint di Atena di grado ignoto della costellazione della Chioma di Berenice; egli era il primogenito della famiglia Kido, erede predestinato, ma volle diventare Cavaliere per non essere privilegiato rispetto agli altri cento orfani mandati in giro per il mondo ad allenarsi per guadagnare le Sacre Armature. È allievo di Death Mask del Cancro da cui è stato allenato personalmente, e la sua armatura non appartiene a nessuna delle tre caste. Muore durante il combattimento finale con Tifone, diventando egli stesso il sigillo. Mei ha un potere particolare, cioè può manovrare numerosi fili di Orialcon che fuoriescono dalla sua armatura; tali fili non solo possono riparare la sua armatura immediatamente, ma possono anche avvolgere l'avversario e farlo a pezzi. Inoltre il suo cloth di natura sconosciuta, è l'unico oggetto capace di ricreare un nuovo sigillo per Tifone.
Ha l'abitudine di vestirsi come un bulletto di strada e usa tingersi in memoria del suo maestro defunto (il suo colore naturale è nero). È l'unico dei Saint introdotti di cui vengono mostrati i colpi segreti (Zanshi e Lost Children).

### Giganti
I giganti vengono citati per la prima volta nell'Hypermyth pubblicato sull'artbook Cosmo Special del 1987 e i loro nomi sono tratti dalla mitologia greca. Vestono delle armature chiamate Adamas (金剛衣?, Adamâsu,  da una parola greca che significa "invincibile" o "duro come il diamante". Letteralmente i kanji significano Vesti di diamante) composte da cristalli poliedrici più duri dell'oricalco di cui sono costituiti i Cloth e sono guidati dal loro dio Tifone.
Nel primo volume appare un gruppo di giganti chiamati in originale semplicemente Gigas con aspetto umano, mentre nel secondo appiono le Bestie Giganti (in originale Gigas Shinshiki), ossia i figli mostruosi di Tifone ed Echidna, che celanole loro reali fattezze sotto le Adamas. Sebbene nella storia compaiano solo tre di loro (la Chimera, il cane Otro e il drago Ladone) vengono citati anche il leone di Nemea, l'idra di Lerna, Cerbero e l'aquila che divora il fegato di Prometeo.
Possiedono due santuari sotterranei, siti nell'Etna e nel vulcano di Arima.
Tifone (テュポン?, Typhon)
ultimo dei Giganti nati da Gaia e Tartaro, il cui corpo era stato fatto a pezzi da Atena e la cui volontà era stata imprigionata sotto l'Etna; si reincarna inizialmente in Mei, successivamente assorbe il cosmo di Agrio e Toante uccidendoli e poi passa nel corpo di Encelado, assumendo un aspetto possente. Dall'aspetto asimmetrico (metà corpo brucia fuoco, l'altra metà è percorsa da un vento impetuoso e da lampi di luce azzurra), la sua Adamas è di onice, color tenebra, che «spunta e ricopre le carni come un'unghia le dita».
Dopo aver assorbito i resti dei cosmi dei tre Giganti suoi figli uccisi dai Cavalieri di Atena sta per prendere possesso del suo vero corpo partorito da Echidna (simile a un feto abortito acefalo di una pietra preziosa più trasparente del cristallo, un diamante color tenebra), ma esso viene distrutto dalle fiamme del colpo di Ikki prima che possa riuscire nel suo intento, e venendo poi sigillato grazie al sacrificio di Mei. Viene definito come il più potente dei Giganti (il dio dei Giganti), dotato di un potere simile a quello degli dèì dell'olimpo.
Echidna (エキドナ?, Ekidona, greco Έχιδνα)
Compagna di Tifone e ultima delle donne Giganti. Ha lunghi e ondulati capelli neri fino ai fianchi, splendidi lineamenti femminili nella parte superiore (con seni abbondanti, simbolo di fertilità, e un ventre gravido) e la coda di una vipera nella parte inferiore: Tifone decise di sostituire le gambe con la coda di serpente, avvolta intorno all'altare e fissata per terra con dei grossi chiodi, per non farla scappare, dato che nel grembo recava il suo vero corpo.
Viene uccisa dalle fiamme di Ikki mentre sta finendo di partorire il nuovo corpo del suo compagno.
Agrio, la Forza Bruta (蛮力のアグリオス?, Banriki no Aguriosu)
Gigante che attacca il Santuario con Toante e Pallade, insieme a cui rapisce Yuri. Indossa un'Adamas composta di lapislazzuli ed ha un carattere violento e sanguinario. Viene sconfitto da Seiya durante la missione nell'Etna, ma sopravvive e successivamente si offre in sacrificio al suo dio. Il suo colpo segreto è la Crag Press
Toante, la folgore (迅雷のトアス?, Jinrai no Toasu)
Gigante che attacca il Santuario con Agrio e Pallade, insieme a cui rapisce Yuri. Indossa un'Adamas composta di malachite ed ha un temperamento più riflessivo, una grande velocità e fattezze più umane: pelle bianca, capelli lunghi neri e ciglia lunghe.. Si scontra con Shun e Hyoga (venendo sconfitto da quest'ultimo) durante la missione nell'Etna, ma sopravvive e successivamente si offre in sacrificio al suo dio. I suoi colpi segreti sono l'Avenger Shot e lo Stigma.
Pallade, il Folle (魯鈍のパラス?, Rodon no Parasu)
Gigante che attacca il Santuario con Argrio e Toante, insieme a cui rapisce Yuri. Ha un carattere schizofrenico e violento, e un aspetto raccapricciante: la schiena ricurva e gobba, le braccia e le dita sproporzionatamente lunghe, il volto torvo e sgradevole con le guance scavate. Indossa un'Adamas di corniola, dotata di artigli che usa per la sua tecnica Puppet Glow. Combatte brevemente contro Seiya al monte Etna, poi dopo la resurrezione di Tifone si reca al Santuario e uccide Yuri nella biblioteca del Santuario; viene poi tagliato in cinque parti dai fili di oricalco di Mei, per poi suicidarsi pronunciando il nome del suo dio.
Encelado del Grido di Guerra (喊声のエンケラドス?, Kansei no Enkeradosu)
Sommo Sacerdote dei Giganti, possiede una voce possente ed indossa un'Adamas di topazio, lunga come una veste talare e una maschera da orco, mentre in mano portaun bastone con demoni scolpiti sopra. Combatte contro Hyoga, ma viene interrotto dalla resurrezione di Tifone a cui poi offre il suo corpo, mentre l'anima del sacerdote muore.
Chimera, la Bestia Multiforme (合成獣のキマイラ?, Goseiju no Chimaera)gigante dotato di ali di pipistrello, una serpe velenosa come spada nella mano destra (una lama a doppio taglio lunga più di due metri e dalla forma dentata, grazie alla quale le ferite non si rimarginano facilmente, come avviene a Seiya quando viene colpito alle gambe), un caprone di montagna come scudo nella mano sinistra, il volto coperto da un elmo a forma di leone. La sua Adamas è di rubino, di color rosso cupo e incandescente.
Apparentemente lento e impacciato per la grossa armatura, con i suoi fendenti veloci e con i suoi movimenti imprevedibili riesce quasi a sconfiggere il Saint Pegasus, il quale brucia il suo cosmo ai suoi limiti estremi e lo sconfigge con il so Suiseiken.
Il suo colpo segreto è l'Axe Crux.
Ladone, il Drago dalle Cento Teste (百頭竜のラドン?, Hyakutoryu no Ladon)detto “il drago dalle cento teste” o “il drago infernale”, è protetto dalla stessa costellazione di Shiryu. La sua Adamas è di opale tenebrosa e il suo braccio destro ha le fattezze di un serpente ed il suo corpo segreto è il Poliorkia, una tecnica di tipo illusorio. Dopo aver quasi ucciso Mei, uccide Nikol, cogliendolo di sorpresa, e combatte contro Shiryu, venendo sconfitto.
Otro, il Cane Infernale (魔双犬のオルトロス?, Masoken no Orthros)gigante di statura non eccezionale in confronto agli altri Giganti ma una struttura poderosa, simile a un orso polare. La sua Adamas è di zaffiro, di un blu più profondo del mare e con una stella pulsante al suo interno; possiede un collare a punte, le linee della pelle flaccida simili a quelle di un mastino e il volto coperto da elmo con coprifaccia. Sulle spalle ha delle riproduzioni di due teste di cane a zanne scoperte. Combatte contro Hyoga resistendo senza problemi si suoi colpi. Dopo aver perduto l'elmo rivela la sua vera natura bestiale, apparendo con l'aspetto del mostro mitologico. Viene poi congelato e sbriciolato dal colpo Aurora Execution.

## Edizioni

### Edizione originale
- (JA) Tatsuya Hamazaki, Masami Kurumada, 聖闘士星矢 GIGANTOMACHIA (Saint Seiya Gigantomachia), Jump Books, Tokyo, Shūeisha, 2002,  pp. 205 ogni volume.

### Edizione italiana
- Tatsuya Hamazaki, Masami Kurumada, I Cavalieri dello zodiaco - Gigantomachia - Storia di Mei, traduzione di Laura Anselmino, Bologna, Kappa Edizioni, giugno 2008,  p. 160, ISBN 978-88-7471-190-1.
- Tatsuya Hamazaki, Masami Kurumada, I Cavalieri dello zodiaco - Gigantomachia - I Giganti di Tifone, traduzione di Laura Anselmino, Bologna, Kappa Edizioni, novembre 2008,  p. 160, ISBN 978-88-7471-203-8.

#### Errore di traduzione
Nei libri è presente un errore di traduzione: i Giganti anziché essere indicati come figli di Gea e del Tartaro, vengono indicati come figli di Gea e di Tantalo, che è un personaggio mitologico diverso.